# Brest, Plevna
Brest (în bulgară Брест) este un sat în comuna Guleanți, regiunea Plevna,  Bulgaria. 

## Demografie
Componența etnică a satului Brest
     Bulgari (54,19%)
     Turci (2,92%)
     Nicio identificare (42,87%)
     Altele (0,34%)
La recensământul din 2011, populația satului Brest era de 2.048 locuitori. Din punct de vedere etnic, majoritatea locuitorilor (54,19%) erau bulgari, cu o minoritate de turci (2,92%). Pentru 42,87% din locuitori nu este cunoscută apartenența etnică.